# Agapetus tridens
Agapetus tridens är en nattsländeart som beskrevs av Mclachlan 1875. Agapetus tridens ingår i släktet Agapetus och familjen stenhusnattsländor. Inga underarter finns listade i Catalogue of Life.